# Lijst van vlaggen van Albanië
Dit is een lijst van vlaggen van Albanië.

## Nationale vlag (perFIAV-codering)
|          | Civiele vlag | Staatsvlag | Oorlogsvlag |
| -------- | ------------ | ---------- | ----------- |
| Te land  | · ?          | · ?        | · ?         |
| Te water | · ?          | · ?        | · ?         |

## Vlaggen van bestuurders
| Vlag                               | Periode | Functie                            | Beschrijving                                           |
| ---------------------------------- | ------- | ---------------------------------- | ------------------------------------------------------ |
| Vlag van de president van Albanië. |         | Vlag van de president van Albanië. | Een vierkant rood veld met daarop de Albanese adelaar. |

## Vlaggen van etnische minderheden
| Vlag                                         | Periode | Functie                                      | Beschrijving |
| -------------------------------------------- | ------- | -------------------------------------------- | ------------ |
| Vlag van de Griekse minderheid (onofficieel) |         | Vlag van de Griekse minderheid (onofficieel) |              |